# Euphyia subpulchrata
Euphyia subpulchrata là một loài bướm đêm trong họ Geometridae.